# Ligament métacarpien interosseux
Les ligaments métacarpiens interosseux sont trois ligaments des articulations intermétacarpiennes.
Ils unissent deux métacarpiens voisins au niveau de leur face collatérale, en avant et en dessous des facettes articulaires intermétacarpiennes.
Ils existent entre le deuxième et le troisième, entre le troisième et le quatrième et entre le quatrième et le cinquième métacarpien.